# Joué-sur-Erdre
Joué-sur-Erdre è un comune francese di 2 107 abitanti situato nel dipartimento della Loira Atlantica nella regione dei Paesi della Loira. Il comune è nel cantone di Riaillé. Il nome degli abitanti sono "Jouéens" per i maschi, e "Jouéennes" per le donne.

## Toponimo
Il nome di Joué-sur-Erdre proviene de Joseio e del latino *Gaudiacum. Il suo nome gallese è Jouë/Joueu, e il suo nome bretone è Yaoued.

## Geografia fisica

### Situazione
Joué-sur-Erdre si trova a 47°29′47″N 1°25′08″W, al Nord-Ovest della Francia in Loira Atlantica. Il comune è al nord-ovest di Ancenis a al Nord-Est di Nantes di cui è rispettivamente allontanata di 29 e 30 chilometri. Si trova a 10 km di Nort-sur-Erdre, e 25 km di Châteaubriant.

Joué-sur-Erdre in Loira Atlantica.

Il comune è a 318 km della capitale Parigi.

#### Rilievo
La sua altitudine massima è di 66 metri e la sua altitudine minima è di 7 metri. L'altitudine media è di 37 metri.

#### Idrologia
Il comune è attraversato da l'Erdre e l'Isac.
C'è anche il lago Vioreau  che fu aumentato in 1835.

#### Climate

##### Riscaldamento globale
Joué-sur-Erdre fa parte del 69,68% di comuni interessate dalla risalita delle acque nel dipartimento.

### Urbanistica

#### Morfologia urbana
Ci sono alcuni paeselli nel comune : Notre-Dame-des-Langueurs, la Demenure, la Mulonnière, Franchaud, la Cormerais, la Gicquelière.

Joué-sur-Erdre.
Carta di la Demenure.
Carta di la Mulonnière.
Carta di la Gicquelière.

## Storia
Nel IX secolo, per difendersi dalle invasione normanne, un forte del nome d'Alon fu costruito nel sito di Joué-sur-Erdre.
All'inizio del XVIII secolo il settore del castello di Vioreau era designato dal nome di "Joué" in riferimento al signore che vi abitava, Hervé de Joué.
Il 13 agosto 1487, dopo il fallimento dell'assedio di Nantes (dal 19 giugno al 6 agosto 1487) tenuta dal Duca di Bretagna, il re Carlo VIII di Francia e Anna di Beaujeu si accampano con le loro truppe nella parrocchia di Joué.
Il 30 maggio 1847, il comune prende il suo nome definitivo di Joué-sur-Erdre.

## Politica ed amministrazione

### Tendenze politiche e risultati

#### Referendum per la Costituzione europea
In occasione del referendum sulla costituzione europea del 29 maggio 2005, ci fu il 40,39% votando per lo "si" e 59,61% per lo "no". Il tasso d'astensione era allora del 26,04%.

#### Elezioni presidenziali francesi del 2007
In occasione del primo turno 27,74% delle voci erano guadagnate da Nicolas Sarkozy e 25,12% da parte di Ségolène Royal. Nel secondo turno 53,06% delle voci furono guadagnate da Nicolas Sarkozy contro il 46,94% per Ségolène Royal.

#### Elezioni municipali francesi del 2008
Joué-sur-Erdre ha una popolazione compresa tra 1500 e 2 500 abitanti, quindi elegge 19 consiglieri comunali. In occasione delle elezioni comunali del 2008 c'erano 1 465 persone iscritte.
Il nuovo sindaco è Jean-Pierre Belleil.

### Amministrazione comunale
Il consiglio comunale è composto da 19 consiglieri eletti per 6 anni.

### Elenco dei sindaci
| Periodo                  | Identità            | Partito       | Statuto     |
| marzo 2001 - marzo 2008  | Hervé Lubert        | Divers droite |             |
| marzo 2008 - attualmente | Jean-Pierre Belleil |               | Agricoltore |

### Gemellaggi
Joué-sur-Erdre non è gemellata con alcuna città.

## Società

### Prima del 1962 (1836-1931)
L'evoluzione demografica di Joué-sur-Erdre non è stata registrata prima dall'INSEE prima del 1962.  I dati presentati provengono dagli archivi del dipartimento.

### Evoluzione demografica dal 1962
Abitanti censiti

## Cultura

### Monumenti
Ci sono il castello di Lucinière e la chiesa di Notre-Dame-des-Langueurs.

### Araldico
| Blason | Stemma Le armi di Joué-sur-Erdre si blasonano : D'or à la bande ondée d'azur. |